# Catafilli
I catafilli sono foglie squamiformi, con funzione protettiva, povere o prive di clorofilla.
Sono catafilli le squame dei bulbi, dei tuberi e dei rizomi.
Nel bulbo della cipolla, si distinguono due tipi di catafilli: quelli esterni protettivi, di consistenza papiracea, e quelli interni carnosi, con funzione di riserva.
Il fusto delle Cicadi è ricoperto da catafilli.